# 成毛眞
成毛 眞（なるけ まこと、1955年9月4日 - ）は、日本の実業家。マイクロソフト日本法人第2代代表取締役社長及びスルガ銀行株式会社の社外取締役を務めた。書評サイト「HONZ」代表。

## 人物
北海道札幌市出身。北海道札幌西高等学校時代は執行部生徒会長として制服廃止を実現した。高校時代の同級生に田中裕子がいる。1979年中央大学商学部卒業。新卒で地元北海道にある自動車部品メーカー大金アール・エム（現ダイナックス )に入社。1982年にアスキーへ転職したが、入社翌日に子会社に出向を命じられる。その子会社は当時日本では知られていなかったマイクロソフトがアスキーと設立した「アスキーマイクロソフト」だった。その後、1986年にマイクロソフト株式会社（日本法人、以下MSKK）に移り、OEM営業部長、取締役マーケティング部長を歴任。1991年11月に36歳でMSKK代表取締役社長。（アスキーネットワークテクノロジー副会長も兼務。）2000年に退社後、同年5月に投資コンサルティング会社「インスパイア」を設立。事業内容は、上場企業にコンサルティングを行い、業績が上がることで株価上昇のキャピタルゲインを得る成果報酬型コンサルティング事業。成毛曰く「自己責任型のコンサルティング会社である」。
現在、HONZ代表や、様々なベンチャー企業の取締役・顧問などを兼職。2000年からマイクロソフト株式会社取締役特別顧問及びスルガ銀行株式会社の社外取締役、早稲田大学大学院商学研究科客員教授も務めた。2008年インスパイア取締役ファウンダー。2021年Whole Earth Foundationアドバイザー。 雅号は「半覚斎」。
2009年に逮捕された村木厚子・厚生労働省雇用均等・児童家庭局長について、「無実の村木厚子さんの解放を求めます」との声明を発表した。
高校時代は日本SF大会の予行演習であった第1回北海道SFキャンプに参加するほどの、熱心なSFファンであった。漫画に対しては「知的な人間は漫画なんて読まない」という評価を下しているが、一方で漫画版の『AKIRA』や『攻殻機動隊』の映像作品は視聴している。小学校での英語必修化には異論を唱えており、「英語力と日本の再生には何の関係もない」と主張している。
『本は10冊同時に読め！』（三笠書房）、『成毛式実践マーケティング塾』（日本経済新聞社）、『2040年の未来予測』（日経BP）など、著作・連載多数。
趣味はスキューバダイビング、スキー、ゴルフなど。書評サイト「HONZ」代表を務めるなど相当の読書家でもあり、読書関連の著作も多い。

## 著書
- 新世代ビジネス、知っておきたい60ぐらいの心得 文春ネスコ 2000　のち文庫
- 新世代ビジネス、知っておきたい四賢人版マーケティングの心得 文春ネスコ 2002　のち文庫
- 会社のつくり方 成毛流「起業心得」 日経文庫 2005
- 本は10冊同時に読め! 三笠書房・知的生きかた文庫 2008
- 大人げない大人になれ!　ダイヤモンド社　2009　のち文庫
- 実践！多読術　角川書店　2010
- 日本人の9割に英語はいらない　祥伝社　2011
- 成毛眞の超訳・君主論 メディアファクトリ－新書　2011/12
- 就活に「日経」はいらない 新潮社　2011/12
- 成毛眞のスティーブ・ジョブズ超解釈　ベストセラーズ　2012
- 勉強上手　好きなことだけが武器になる　幻冬舎　2012
- このムダな努力をやめなさい　三笠書房　2012
- ノンフィクションはこれを読め！　HONZが選んだ150冊　中央公論新社　2012
- 面白い本　岩波書店　2013
- 40歳を過ぎたら、三日坊主でいい。PHP研究所　2013
- この古典が仕事に効く！　青春出版社　2013
- ノンフィクションはこれを読め！2013　HONZが選んだ110冊　中央公論新社　2013
- もっと面白い本　岩波書店　2014
- 成毛眞の本当は教えたくない意外な成長企業100　朝日新聞出版　2014
- ノンフィクションはこれを読め！2014　HONZが選んだ100冊　中央公論新社　2014
- ビジネスマンへの歌舞伎案内　NHK出版　2014
- 本棚にもルールがある　ダイヤモンド社　2014
- メガ！巨大技術の現場へ、ゴー　新潮社　2015
- 情報の「捨て方」　角川書店　2015
- 情熱の仕事学　成毛 眞　早稲田大学ビジネススクール 厳選8講　日経BP社　2015
- 国立科学博物館のひみつ　ブックマン社　2015
- 教養は「事典」で磨け　光文社　2015
- 40歳を過ぎたら、定時に帰りなさい　PHP研究所　2016
- 発達障害は最強の武器である SB新書 2018
- 黄金のアウトプット術 ポプラ社 2018
- AI時代の子育て戦略 SB新書 2018
- amazon 世界最先端の戦略がわかる ダイヤモンド社 2018
- 定年まで待つな! 一生稼げる逆転のキャリア戦略 PHP研究所 2018
- 俺たちの定年後 - 成毛流60歳からの生き方指南 ワニブックス　2018
- 決断　会社辞めるか辞めないか (中公新書ラクレ)  2019
- 人生も仕事も変わる！最高の遊び方 宝島社 2019
- 一流になりたければ２駅前で降りなさい　最高の成果を生む「寄り道」メソッド 徳間書店 2019
- 一秒で捨てろ！ 人生がときめく「逆転の整理術」 (PHPビジネス新書) 2019
- 金のなる人　お金をどんどん働かせ資産を増やす生き方 ポプラ社 2019
- アフターコロナの生存戦略  KADOKAWA 2020
- バズる書き方　書く力が、人もお金も引き寄せる (SB新書) 2021
- 2040年の未来予測  日経BP 2021
- 決定版 ＨＯＮＺが選んだノンフィクション 中央公論新社 2021
- 39歳からのシン教養 PHP研究所 2022

## 共著
- マイクロソフトの本当の強さを語ろうか 高橋憲一郎 かんき出版 1996
- 未来のために語ろう 新しい世代が今すべきことは何か 小沢鋭仁 PHP研究所 1996
- 成毛式実践マーケティング塾 日経MJ共著 日本経済新聞社 2002 「成毛眞のマーケティング辻説法」文庫
- 希望のビジネス戦略 金子勝 ちくま新書 2002
- トーキョー金融道 トーキョーの、ニッポンの、世界の金融のイマがもっとも過激にわかる本。 藤巻健史, 松本大 日経BP社 2003
- 儲けたいなら科学なんじゃないの？ 堀江貴文　朝日新聞出版　2011　のち文庫
- 考えて生きる 合理性と好奇心を併せもつ 西村博之 集英社 2022年5月26日 ISBN 978-4087900798

## 翻訳
- 壮大な新世界 21世紀の進歩と衰退 ウィリアム・クノーキ 講談社 1998
- マイクロソフトのマネジメント デビット・シーレン 岩崎尚人共訳 日本能率協会マネジメントセンター 2000